# کاشتل-شتادت
کاشتل-شتادت (به آلمانی: Kastel-Staadt) یک شهر در آلمان است که در تریر-زاربورگ واقع شده‌است. کاشتل-شتادت ۳۸۲ نفر جمعیت دارد.